# 마나프와구
마나프와구(Manafwa)는 우간다 동부와 엘곤 산 남서쪽에 위치한 구로, 행정 중심지는 마나프와이며 면적은 451km2, 인구는 264,383명(2002년 인구 조사 기준)이다.
행정 구역상으로는 동부 주에 속하며 1개 군(부불로 군)을 관할한다. 남서쪽으로는 토로로 구, 동쪽으로는 케냐 서부 주와 접한다.